# 嘆きの壁事件

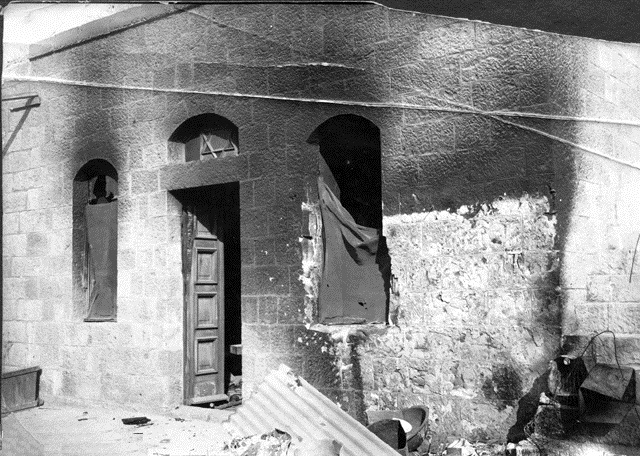
暴動による焼き打ちに遭ったユダヤ人の家

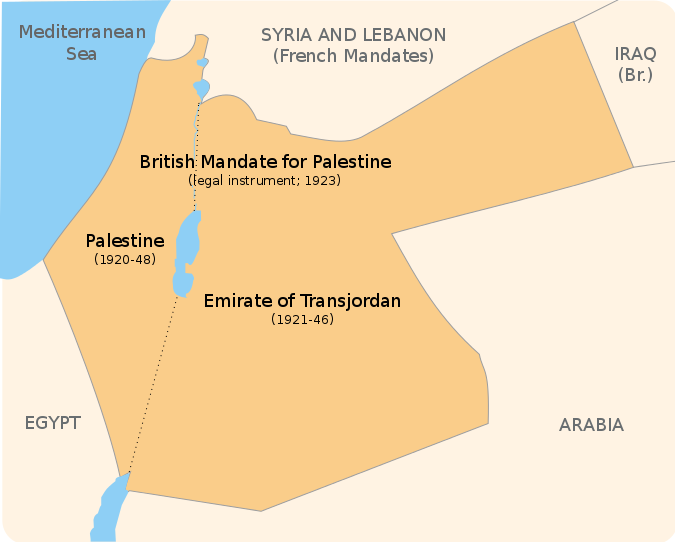
事件当時のパレスチナ領土

嘆きの壁事件（なげきのかべじけん）は、1929年8月にイギリス委任統治領パレスチナのエルサレムにある嘆きの壁で発生したアラブ人とユダヤ人の武力衝突。この事件がきっかけとなって約1週間の間にヘブロン（ヘブロン事件）やツファット（ツファット・ポグロム）などパレスチナ各地でアラブ人による一連のユダヤ人襲撃が起こった。

## 事件の背景

### 移民の流入
19世紀中頃から興隆したシオニズム運動により差別に苦しむ離散ユダヤ人の間ではパレスチナへの移民が増えていた。ドレフュス事件などがきっかけとなり、パレスチナにユダヤ人の国を作ろうという動きは強まっていた。1917年のバルフォア宣言でイギリスの後押しを受け、ユダヤ人の国家建設は一段と現実味を増した。バルフォア宣言後、9年間で10万人のユダヤ人がパレスチナへ入植している。パレスチナの土地を所有するユダヤ人も増え、ヘブライ大学が建設された。世界各国の同胞から支援を受け、政治や経済に多大な影響力を持つロスチャイルド家など強力な後ろ盾を持つユダヤ人入植者の急増に、アラブ人は危機感を募らせていた。

### 嘆きの壁

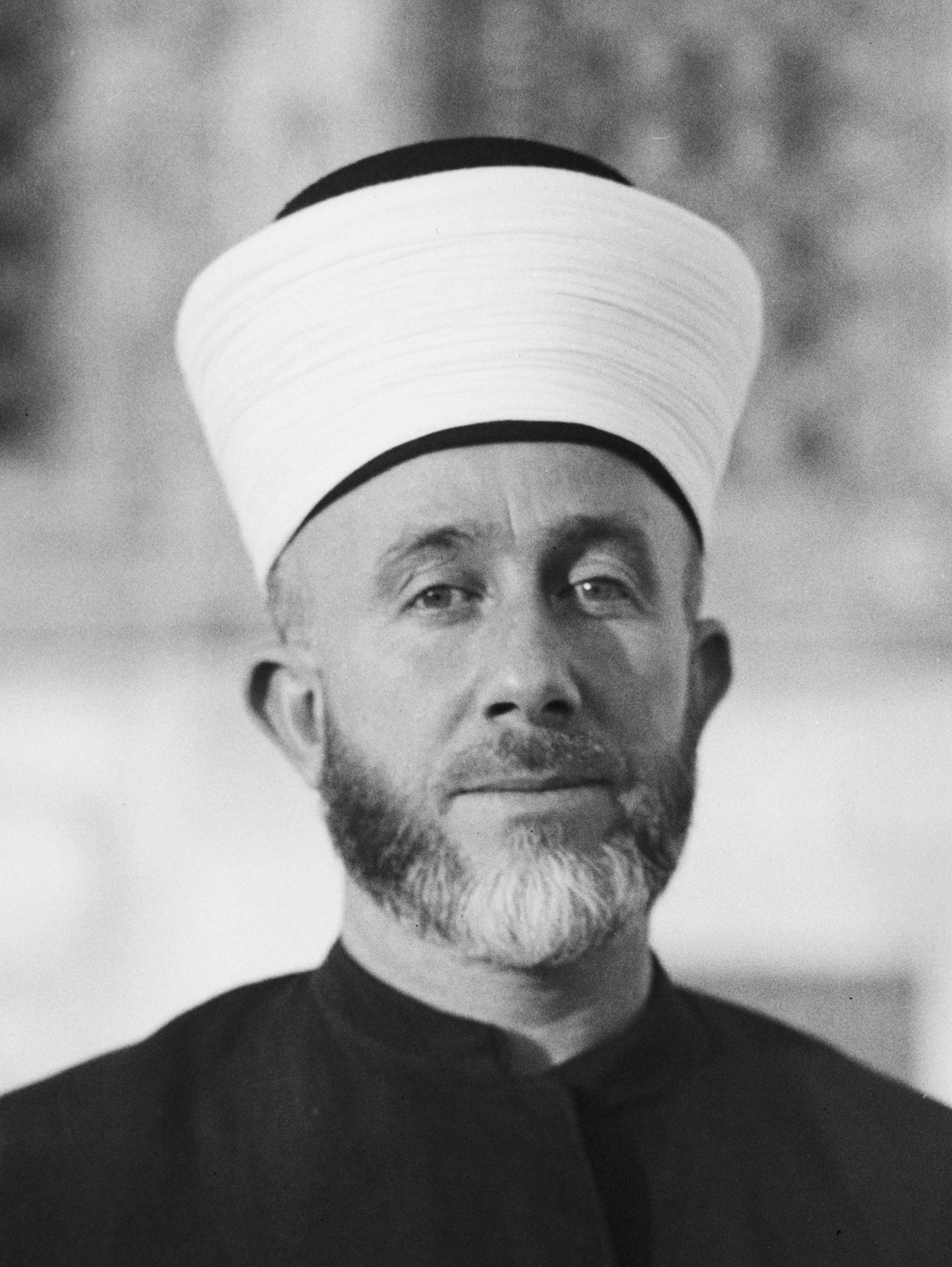
アミーン・フサイニー (1895年-1974年)

西暦70年にローマ帝国によってユダヤ教の礼拝地であるエルサレム神殿は破壊された。破壊を嘆くという意味で名づけられた嘆きの壁は、現在も残る神殿の残骸である。西側の外壁であるため西壁 (Western Wall)とも呼ばれ、祈りの場所となっている。エルサレム神殿は神殿の丘（ハラム・アッシャリーフ）と呼ばれ、ユダヤ教における聖地である。1967年の第三次中東戦争で、神殿の立つエルサレムの旧市街地を占拠するまでの約1900年間、ユダヤ教徒は自由に嘆きの壁に来て祈りを捧げることはできなかった。
一方、イスラム教徒は672年にアル＝アクサー・モスクを、692年には岩のドームを神殿跡に建て、同地をマッカ、マディーナに次ぐイスラーム教の3番目の聖地とし、ここに現在まで続く嘆きの壁をめぐるユダヤ教徒とイスラム教徒との紛争のタネが出来た。
1928年9月、男性と女性の祈祷者を分ける習慣のあるユダヤ教徒達は、嘆きの壁で行うヨム・キプルの祈りで男女の境についたて（メヒッツァー）を置いた。これをイスラム教徒はオスマン帝国時代に定められた嘆きの壁区域における「建設」禁止の項に反すると抗議した。抗議を受けイギリス当局はこれを撤去するよう命じたが、ユダヤ人側もまた聖なる日を汚されたと憤慨した。また、エルサレムの大ムフティー（イスラム法権威者）であるアミーン・フサイニーはパレスチナに住むアラブ人、世界のアラブ諸国中に「ユダヤ人達がアル＝アクサー・モスクを占拠しようとしている」というビラを配布し扇動活動を行った。

### ベタル

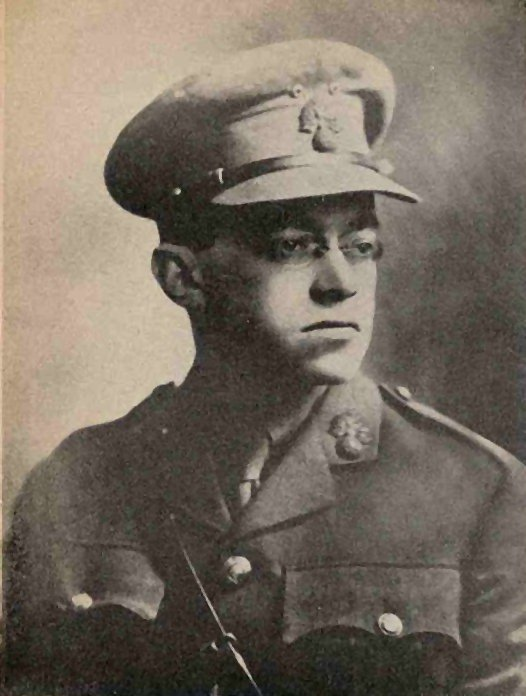
ゼエブ・ジャボチンスキー (1880年-1940年)

1925年、ロシア系ユダヤ人のゼエブ・ウラジミール・ジャボチンスキーは、修正主義シオニズム連合（Union of Revisionist Zionists、Hatzohar）を設立した。修正主義シオニズムはヨルダン川両岸をユダヤ国家とする大イスラエル主義を掲げ、ヨーロッパから大量のユダヤ人移民を受け入れ、結果、必要となってくる防衛のためにユダヤ人軍事組織の結成を目標としていた。
ジャボチンスキーは修正主義シオニズム連合設立の2年前、1923年にラトビアのリーガでベタル (BetarまたはBeitar)という青年運動組織を作っていた。ベタルは、1920年のテルハイにおけるアラブ人からの攻撃で命を失ったユダヤ人自衛のシンボルであるヨセフ・トルンペルドールの軍団という意味で、そのヘブライ語頭文字である。また2世紀のバル・コクバの乱で最後まで立っていた砦の名前でもある。名前の由来からもわかるようにベタルは戦闘活動を行っていた。彼らの多くはジャボチンスキーが後に結成した地下戦闘組織イルグンのメンバーとなった。

## 事件のあらまし
1929年8月15日、ユダヤ教の断食の儀式、ティシュアー・ベ＝アーブの最中に、ベタルに所属する青年数百名が嘆きの壁に集まった。エレミア・ハルパーン (Jeremiah Halpern)の指揮のもと、彼らは「壁は我々のものだ！」と叫び、現在イスラエルの国旗となっているシオニスト運動の旗を掲げ、後にイスラエルの国歌となるシオニズムの賛美歌を歌った。イギリス植民地統治政府は、行進について事前に報告を受け、紛争が起きないよう警察に厳重な護衛をさせた。ベタルの青年達が地元のアラブ住民を攻撃したり預言者ムハンマドの名前を汚したという噂が広がった。
翌日8月16日の金曜日（ムスリムの集団礼拝日）、扇動的な説教を聞いた後、当時のイギリス統治下においてイスラム社会の最高監督機関であったイスラム最高評議会によってデモ隊が結成された。デモは嘆きの壁まで行進し、ユダヤ教の祈りの書や、壁の隙間にはさまれていた願いごとの紙を燃やした。
ユダヤ人の抗議に対して、総督代理であったイギリス人のハリー･ルーク (Harry Luke)は「ページが燃やされただけで祈りの書全部が燃やされたわけではない。」と答えるのみであった。暴動は続き、次の日にはブハラ・ユダヤ人の住む地域でユダヤ人のエイブラハム・ムズハリが殺され、その葬儀は政治的なデモにまでなった。
8月20日にハガナーのリーダー達がヘブロンに住む600人の古いイッシューブ達（シオニズム運動が始まる1882年以前から住んでいる者）に護衛やヘブロンからの退去支援を申し出た。しかし、ヘブロン・コミュニティーのリーダー達は、アラブの名士(A’yan)たちが保護してくれると信じているとして、ハガナの申し出を断った。次の金曜日の8月23日、2人のアラブ人が殺されたという噂に煽られたアラブ人達は、エルサレムの旧市街を攻撃し始めた。暴力はすぐにパレスチナの他地域にも広がっていった。ヘブロン虐殺は最も被害が大きく、ユダヤ人約65人が殺害され、58人が怪我を負い、女性は強姦された。

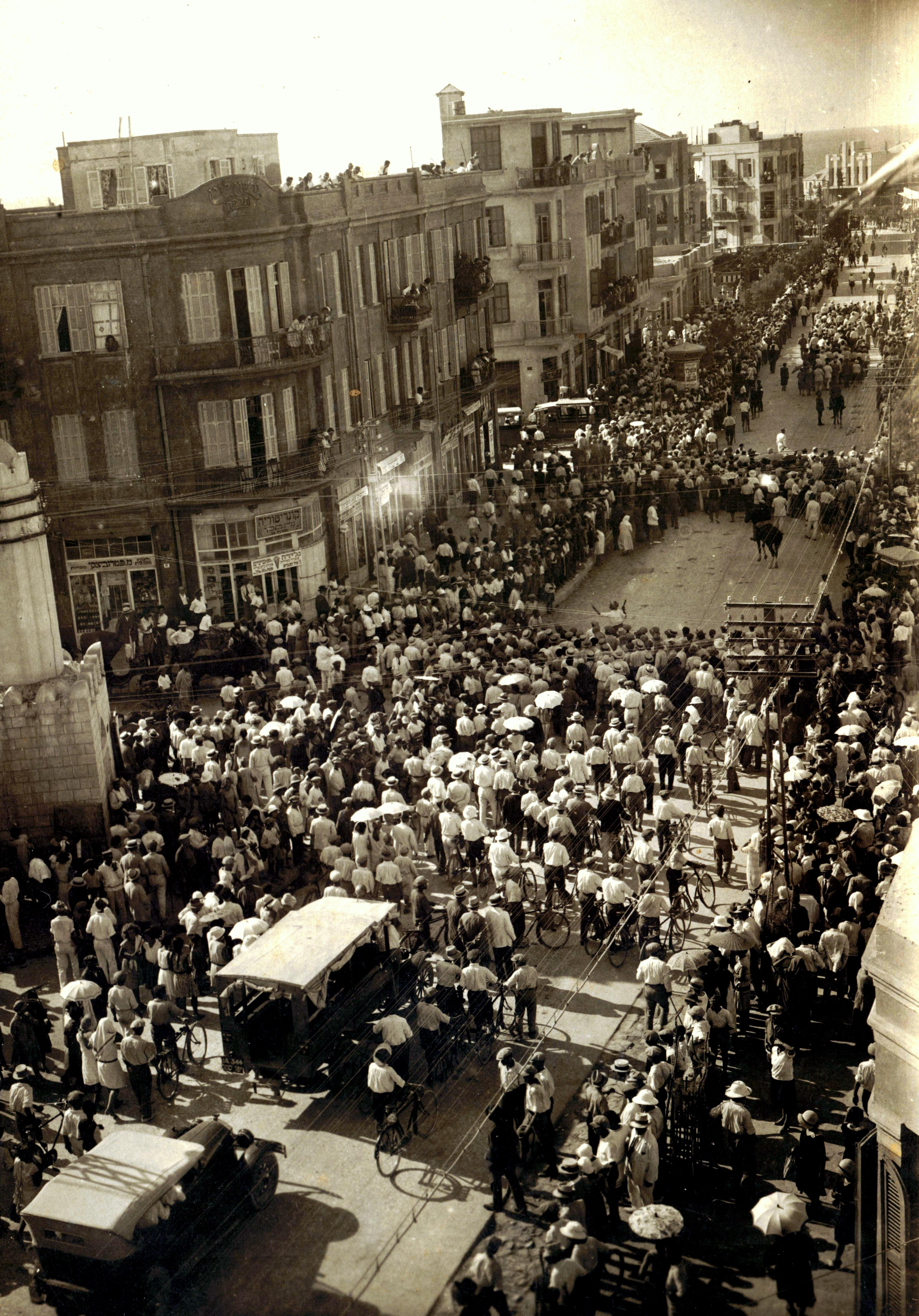
暴動で殺されたユダヤ人の葬列（テルアビブ）

パレスチナ全体で、イギリス植民地政府には、たった292人の警察官、100人に満たない兵士、6台の戦車と5機ないしは6機の飛行機しかなかった。8月24日までにエルサレムでは17人のユダヤ人が殺された。そのほかにツファット、モサ (Moza)、クファル・ウリア (Kfar Uriya)、テルアビブでも殺害された。暴動のあった一週間で、ユダヤ人は合計133人が殺害され339人が負傷した（大部分がアラブ人による殺傷）。アラブ人は合計116人が殺害され232人が負傷した（大部分はイギリス植民地警察・植民地兵による殺傷）。